# Irving (Illinois)
Irving és una població dels Estats Units a l'estat d'Illinois. Segons el cens del 2000 tenia 2.484 habitants.

## Demografia
Segons el cens del 2000, Irving tenia 2.484 habitants, 186 habitatges, i 137 famílies. La densitat de població era de 1.169,6 habitants/km².
Dels 186 habitatges en un 39,8% hi vivien nens de menys de 18 anys, en un 54,8% hi vivien parelles casades, en un 11,3% dones solteres, i en un 26,3% no eren unitats familiars. En el 23,1% dels habitatges hi vivien persones soles el 12,4% de les quals corresponia a persones de 65 anys o més que vivien soles. El nombre mitjà de persones vivint en cada habitatge era de 2,58 i el nombre mitjà de persones que vivien en cada família era de 2,96.
Per edats la població es repartia de la següent manera: un 5,9% tenia menys de 18 anys, un 20,4% entre 18 i 24, un 57,6% entre 25 i 44, un 13% de 45 a 60 i un 3,1% 65 anys o més.
L'edat mediana era de 32 anys. Per cada 100 dones de 18 o més anys hi havia 1,191,2 homes.
La renda mediana per habitatge era de 24.583 $ i la renda mediana per família de 30.313 $. Els homes tenien una renda mediana de 22.083 $ mentre que les dones 16.563 $. La renda per capita de la població era de 12.144 $. Aproximadament el 24,2% de les famílies i el 29,2% de la població estaven per davall del llindar de pobresa.

## Poblacions més properes
El següent diagrama mostra les poblacions més properes.